# Gouvernement Rafini II
VIIe République
Brigi Rafini I Ouhoumoudou Mahamadou
Le gouvernement de Brigi Rafini II fut le gouvernement du Niger entre le 19 octobre 2016 et le 3 avril 2021.

## Historique
Le gouvernement, présidé par le Premier ministre Brigi Rafini, compte un Haut représentant du président de la République Seyni Oumarou, par décret du chef de l’État Mahamadou Issoufou et compte 42 ministres.
Il comprend, outre des membres du PNDS, également des ministres issus du MNDS, du MPN, du MPR, du CPR et de l'ARD.

## Composition
- Ministre d’État, ministre de l’intérieur, de la sécurité publique, de la décentralisation et des affaires coutumières et religieuses :  Mohamed Bazoum
- Ministre d’État, ministre de l’agriculture et de l’élevage : Albadé Abouba (MPR-Jamuhria)
- Ministre d’État, ministre des transports : Omar Hamidou Tchiana (AMEN-AMIN)
- Ministre, directeur de Cabinet du président de la République : Ouhoumoudou Mahamadou
- Ministre du pétrole : Foumakoye Gado
- Ministre des finances : Hassoumi Massaoudou
- Ministre de la défense nationale : Kalla Moutari
- Ministre de la justice. Garde des Sceaux : Marou Amadou
- Ministre des affaires étrangères, de la coopération, de l’intégration africaine et des Nigériens à l’extérieur : Ibrahim Yacouba (MPN)
- Ministre de la jeunesse et des sports : Moctar Kassoum (CPR-Inganci)
- Ministre de l’action humanitaire et de la gestion des catastrophes : Magagi Laouan (ARD)
- Ministre de la ville et de la salubrité urbaine : Habi Mahamadou Salissou
- Ministre de l’enseignement supérieur, de la recherche et de l’innovation : Mohamed Ben Omar (PSD-Bassira)
- Ministre du plan : Aïchatou Kané Boulama
- Ministre des domaines et de l’habitat : Waziri Maman
- Ministre du commerce et de la promotion du secteur privé : Sadou Seydou
- Ministre de l’enseignement primaire, de l’alphabétisation, de la promotion des langues nationales et de l’éducation civique : Daouda Marthe
- Ministre de la fonction publique et de la réforme administrative : Amadou Aïssata
- Ministre de l’emploi, du travail et de la sécurité sociale : Yahouza Sadissou
- Ministre des postes des télécommunications et l’économie numérique : Sani Maïgochi
- Ministre de l’équipement : Kadi Abdoulaye
- Ministre de l'hydraulique et de l’assainissement : Barmou Salifou
- Ministre de la communication : Sani Hadiza Koubra
- Ministre des mines : Hassane Barazé Moussa
- Ministre de l’énergie : Amina Moumouni
- Ministre de la santé publique : Illiassou Maïnassara (MNSD-Nassara)
- Ministre des enseignements professionnels et techniques : Tidjani ldrissa Abdoulkadri (MNSD-Nassara)
- Ministre des enseignements secondaires : Sani Abdourahamane
- Ministre de la renaissance culturelle des arts et de la modernisation sociale, porte-parole du Gouvernement : Assoumana Mallam Issa
- Ministre du tourisme et de l’artisanat : Ahmed Boto
- Ministre de la population : Kaffa Rékiatou Christelle Jackou
- Ministre chargé des relations avec les institutions : Barkaï Issouf
- Ministre de l'entrepreneuriat des jeunes : Ibrahim Issifi Sadou
- Ministre de la promotion de la femme et de la protection de l’enfant : Elbak Adam Zeinabou
- Ministre de l’environnement et du développement durable : Almoustapha Garba (MNSD-Nassara)
- Ministre du développement communautaire et de l’aménagement du territoire : Amani Abdou
- Ministre à la Présidence : Rhissa Ag Boula (UDPS-Amana)
- Ministre de l’industrie : Abdou Maman
- Ministre délégué auprès du Ministre d’État, Ministre de l’agriculture et de l’élevage, chargé de l’élevage : Mohamed Boucha
- Ministre délégué auprès du Ministre des finances, chargé du Budget : Ahmat Jidoud
- Ministre déléguée auprès du Ministre des affaires étrangères, de la coopération, de l’intégration africaine et des Nigériens à l’extérieur, chargée de l’intégration africaine et des Nigériens à l’extérieur : Lamido Ousseini Salamatou Balla Goga
- Ministre déléguée auprès du Ministre d’État, Ministre de l’intérieur, de la sécurité publique, de la décentralisation et des affaires coutumières et religieuses, chargée de la décentralisation : Maïzoumbou Hapsatou ldrissa

## Source